# Eugenia ependytes
Eugenia ependytes är en myrtenväxtart som beskrevs av Mcvaugh. Eugenia ependytes ingår i släktet Eugenia och familjen myrtenväxter. Inga underarter finns listade i Catalogue of Life.